# Captain Atom
Captain Atom est un personnage de fiction, super-héros créé par le scénariste Joe Gill et le dessinateur et coscénariste Steve Ditko. Il est apparu pour la première fois dans Space Adventures # 33 (mars 1960). Captain Atom fut créé pour Charlton Comics mais fut plus tard acquis par DC Comics et révisé pour s'intégrer à la continuité DC post-Crisis on Infinite Earths.

## Biographie
Dans les deux versions, le personnage appartenait à l'armée — le scientifique Allen Adam dans la version Charlton, le pilote de l'Air Force Nathaniel Adam dans la version DC — qui dans le cadre d'une expérience scientifique se retrouva « atomisé ». Il fut capable de réassembler son corps et découvrit qu'il avait acquis une force et une endurance surhumaine, le pouvoir de voler et la capacité de projeter des décharges énergétiques.
À travers les années, le personnage est apparu dans plusieurs séries à son nom et a été membre de la Ligue de Justice. Il a notamment dirigé la Justice League Europe.
Dans La Ligue des justiciers : Le Paradoxe Flashpoint son homologue est tué par l'homologue mauvais d'Aquaman.

## Versions alternatives
- Le Dr Manhattan dans Watchmen est inspiré de Captain Atom.
- Il fut révélé durant Infinite Crisis que le personnage de Breach, aux origines proches, aurait dû être la version de Terre-8 de Captain Atom si Crisis on Infinite Earths n'avait pas eu lieu.